# نيكولا كالينيتش
نيكولا كالينيتش (بالكرواتية: Nikola Kalinić)‏ هو لاعب كرة قدم كرواتي (من مواليد 5 يناير 1988 في سولين في كرواتيا). يلعب دائماً في مركز الهجوم.
بدأ مسيرته الكروية مع نادي بولا في موسم 2005/2006، وشارك معهم في 12 مباراة وسجل 3 أهداف، وفي موسم 2006/2007 انتقل إلى نادي سيبينيك، ولعب معهم 8 مباريات وسجل 4 أهداف، ثم تنقل في عدة أندية قبل أن يستقر في إيه سي ميلان بدءاً من صيف 2017. بدأ مسيرته مع منتخب كرواتيا لكرة القدم في عام 2008.

## المسيرة الكروية

### مع النوادي

#### نادي دنيبرو (2011 - 2015)

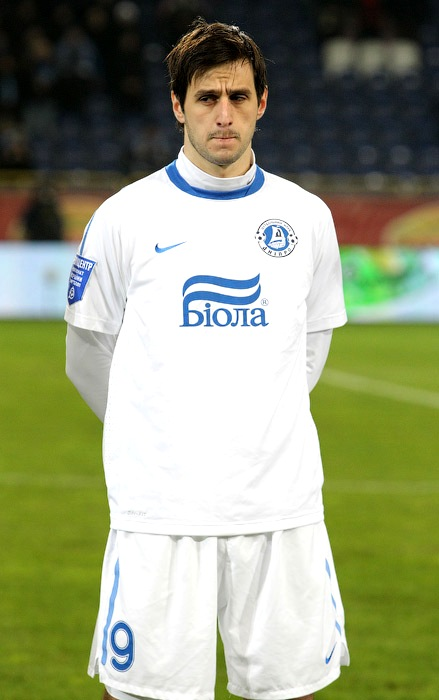
نيكولاي كالينيتش رفقة دنيبرو

بعد فشله وعدم تألقه في إنجلترا، قرر كالينيتش الانتقال إلى دنيبرو الأوكراني بتاريخ أغسطس 2011 في صفقة بلغت قيمتها 6 ملايين يورو.
في 27 ماي 2015، سجل اللاعب هدفا في نهائي الدوري الأوروبي أمام نادي إشبيلية الإسباني، على الرغم من ذلك فقد انهزم فريقه بثلاثة أهداف مقابل هدفين.

#### فيورنتينا (منذ 2015)
في 14 أغسطس من سنة 2015، رغب نادي فيورنتينا في ضم اللاعب الكرواتي كالينيتش وبعد سلسلة من المفاوضات تمكن النادي الإيطالي من ضمه لصفوفه في صغقة بلغت قيمتها 5 ملايين يورو مع عقد يمتد إلى 4 سنوات.
لم يقدم أداء جيدا مع الفريق في البداية، لكنه تمكن من التوقيع على هاتريك أمام إنتر ميلان بتاريخ 27 سبتمبر من نفس السنة وقد مكنت ثلاثيته هذه من تصدر فيورنتينا للدوري الإيطالي. كما عاد للظهور مجددا لكن هذه المرة أمام إمبولي في ديربي مهم، حيث أنهى فيورنتينا الشوط الأول متأخرا بهدفين نظيفين؛ في الشوط الثاني دخل الكرواتي وبعد 6 دقائق فقط تمكن من صنع كرتين حاسمتين سجل من خلالها التعادل لفيورنتينا (2 - 2).

#### إيه سي ميلان (منذ 2017)
في 22 أغسطس 2017 وقع الكرواتي كالينيتش عقدا مع نادي ميلان مدته 4 سنوات؛ حيث ارتدى الرقم 7 هناك، لكن هذه الصفقة لم تكن نهائية حيث أن فيورنتينا فرض على الميلان جعل الصفقة على شكل إعارة مع إلزامية الشراء لاحقا، هذا وقد أكدت الصحافة الإيطالية لاحقا أنه في حالة ما رغب نادي ميلان في الحصول على خدمات نيكولاي نهائيا فيتوجب عليه دفع مبلغ 20 مليون يورو مع 5 ملايين أخرى إضافية كمبلغ إعارته في موسم 2017–18.

### مع المنتخب
أول ظهور للاعب مع منتخب كرواتيا كان بتاريخ 24 ماي 2008 في مباراة أمام مولدوفا وقد انتهت باتتصار الكروات بهدف نظيف.
مدرب منتخب كرواتيا سلافين بيليتش اختار كالنيتيش ضمن القائمة الرسمية التي ضمت 23 لاعبا للمشاركة في بطولة أمم أوروبا 2008، لكنه لم يشارك كلاعب رسمي طيلة مباريات المنتخب في هذه البطولة؛ حيث لعب ربع ساعة فقط عندما دخل كبديل للاعب إيفان كلاسنيتش في المباراة التي جمعت بين منتخب بلاده وبولندا وقد انتهت بخسارة هذا الأخير بهدف لصفر؛ لكن مشوار كرواتيا توقف في ربع النهائي حينما انهزم على يد تركيا ب 3 مقابل 1 في ركلات الجزاء بعدما انتهى الوقت الرسمي للمباراة بالتعادل الإيجابي (1 - 1).
انتظر بعد ذلك حتى الواحد من أبريل 2009 من أجل إعادة المشاركة مع المتتخب، لكن هذه المرة أمام أنغولا ضمن تصفيات كأس العالم لكرة القدم 2010؛ حيث فاز منتخب بلاده بهدفين نظيفين. منذ ذلك الحين لم يتم استدعائه مجددا للمنتخب مما دفعه للمشاركة مجددا مع منتخب الشباب، لكنه سرعان ما عاد للمنتخب الأول بتاريخ 17 نوفمبر 2010 في مباراة أمام مالطا ضمن تصفيات بطولة أمم أوروبا 2012 حيث انتهت ب 3 - 0 لصالح كروايتا؛ هذا وقد وقع كالينيتش على الهدف الثالث والأول له مع المنتخب، مما جعله لاعبا رسميا في معظم مباريات المنتخب الرسمية والودية أو على الأقل لاعبا بديلا يذخل غالبا في الشوط الثاني. عاد نيكولاي للتألق مجددا بعد تسجيل ثنائية في شباك منتخب تشيك في مباراة ودية. وفي 3 يونيو 2011 سجل نيكولاي هدف الانتصار أمام جورجيا (2 - 1).
شارك كالينيتش في المباريات الأولى في تصفيات كأس العالم لكرة القدم 2014 لكنه لم يكن رسميا في معظم المباريات، ثم عاد المدرب لاستدعائه مجددا في مباراة ودية أمام منتخب الأرجنتين لكنه لم يشارك فيها حيث جلس على كرسي الاحتياط طيلة دقائق المباراة.
في 3 سبتمبر 2015، وبعد غياب طويل عن المنتخب دام سنتان كاملتان؛ عاد نيكولاي للمشاركة في المباريات الأربع الأخيرة في تصفيات بطولة أمم أوروبا 2016 حيث أنهت كرواتيا مبارياتها محتلة الرتبة الثانية خلف إيطاليا لتتأهل بذلك للبطولة.
ابتداء من 4 يونيو 2016 أصبح نيكولاي يُشكل خطرا وتهديدا أمام المرمى، حيث تمكن من التوقيع على هاتريك مجددا لكن هذه المرة أمام سانت مارين بعدما دخل كبديل للاعب ماريو ماندجوكيتش عند الدقيقة 56، هذا وتجدر الإشارة إلى أن المباراة انتهت ب 10 أهداف مقابل 0 للكروات لتكون بذلك أكبر انتصار في تاريخ كرواتيا.
تم استدعاء نيكولاي رسميا ضمن القائمة الرسمية للاعبين 23 المشاركين في بطولة أمم أوروبا 2016 التي أقيمت بفرنسا، حيث شارك في المبارة أمام إسبانيا كبديل للوكا مودريتش وانتهت المبارة لصالح كرواتيا بهدفين مقابل هدف واحد.

## الإحصائيات

### مع النوادي
تم التحديث بتاريخ 27 أغسطس 2017
| النادي              | الموسم        | الدوري        | الدوري      | الكأس         | الكأس       | أوروبا        | أوروبا      | المجموع       | المجموع     |
| النادي              | الموسم        | عدد المباريات | عدد الأهداف | عدد المباريات | عدد الأهداف | عدد المباريات | عدد الأهداف | عدد المباريات | عدد الأهداف |
| ------------------- | ------------- | ------------- | ----------- | ------------- | ----------- | ------------- | ----------- | ------------- | ----------- |
| هايدوك سبليت        | 2005–06       | 6             | 0           | 1             | 0           | 0             | 0           | 7             | 0           |
| إن كاي إسترا        | 2006–07       | 12            | 3           | 1             | 0           | –             | –           | 13            | 3           |
| آش إن كاي سيبينيك   | 2006–07       | 8             | 3           | –             | –           | –             | –           | 8             | 3           |
| هايدوك سبليت        | 2007–08       | 25            | 17          | 7             | 9           | 4             | 0           | 36            | 26          |
| هايدوك سبليت        | 2008–09       | 28            | 15          | 4             | 2           | 4             | 1           | 36            | 18          |
| هايدوك سبليت        | المجموع       | 59            | 32          | 12            | 11          | 8             | 1           | 79            | 44          |
| بلاكبيرن روفرز      | 2009–10       | 26            | 2           | 7             | 5           | –             | –           | 33            | 7           |
| بلاكبيرن روفرز      | 2010–11       | 18            | 5           | 2             | 1           | –             | –           | 20            | 6           |
| بلاكبيرن روفرز      | المجموع       | 44            | 7           | 9             | 6           | –             | –           | 53            | 13          |
| دنيبرو              | 2011–12       | 19            | 10          | 0             | 0           | 2             | 0           | 21            | 10          |
| دنيبرو              | 2012–13       | 21            | 6           | 2             | 1           | 6             | 3           | 29            | 10          |
| دنيبرو              | 2013–14       | 19            | 6           | 0             | 0           | 4             | 1           | 23            | 7           |
| دنيبرو              | 2014–15       | 23            | 12          | 6             | 2           | 19            | 5           | 48            | 19          |
| دنيبرو              | 2015–16       | 4             | 3           | –             | –           | –             | –           | 4             | 3           |
| دنيبرو              | المجموع       | 86            | 37          | 8             | 3           | 31            | 9           | 125           | 49          |
| فيورنتينا           | 2015–16       | 36            | 12          | 1             | 0           | 5             | 1           | 42            | 13          |
| فيورنتينا           | 2016–17       | 33            | 15          | 2             | 0           | 7             | 5           | 42            | 20          |
| فيورنتينا           | المجموع       | 69            | 27          | 3             | 0           | 12            | 6           | 84            | 33          |
| إيه سي ميلان (معار) | 2017–18       | 1             | 0           | 0             | 0           | 0             | 0           | 1             | 0           |
| المجموع الكلي       | المجموع الكلي | 279           | 109         | 33            | 20          | 51            | 16          | 363           | 145         |

### مع المنتخب
تم التحديث بتاريخ 3 سبتمبر 2017
| 2008    | 2  | 0  |
| 2009    | 1  | 0  |
| 2010    | 1  | 1  |
| 2011    | 8  | 3  |
| 2012    | 3  | 1  |
| 2013    | 5  | 1  |
| 2014    | 0  | 0  |
| 2015    | 6  | 2  |
| 2016    | 8  | 5  |
| 2017    | 3  | 1  |
| المجموع | 37 | 14 |

### أهداف دولية
تم التحديث بتاريخ 24 مارس 2017
| #   | التاريخ        | الملعب                                         | الخصم          | النتيجة | النتيجة النهائية | المنافسة                                                    |
| --- | -------------- | ---------------------------------------------- | -------------- | ------- | ---------------- | ----------------------------------------------------------- |
| 1.  | 17 نوفمبر 2010 | ملعب ماكسيمير، زغرب، كرواتيا                   | مالطا          | 3–0     | 3–0              | تصفيات كأس الأمم الأوروبية لكرة القدم 2012 المجموعة السادسة |
| 2.  | 9 فبراير 2011  | ألدو دروسينا، بولا، كرواتيا                    | التشيك         | 2–0     | 4–2              | مباراة ودية                                                 |
| 3.  | 9 فبراير 2011  | ألدو دروسينا، بولا، كرواتيا                    | التشيك         | 3–2     | 4–2              | مباراة ودية                                                 |
| 4.  | 3 يونيو 2011   | ملعب بولجد، سبليت، كرواتيا                     | جورجيا         | 2–1     | 2–1              | تصفيات بطولة أمم أوروبا 2012                                |
| 5.  | 25 ماي 2012    | ملعب ألدو دروسينا، بولا، كرواتيا               | إستونيا        | 2–0     | 3–1              | مبارة ودية                                                  |
| 6.  | 10 سبتمبر 2013 | ملعب جيونجو كأس العالم، جيونجو، كوريا الجنوبية | كوريا الجنوبية | 2–0     | 2–1              | مبارة ودية                                                  |
| 7.  | 10 أكتوبر 2015 | ملعب ماكسيمير، زغرب، كروايتا                   | بلغاريا        | 3–0     | 3–0              | تصفيات بطولة أمم أوروبا لكرة القدم 2016 المجموعة ط          |
| 8.  | 17 نوفمبر 2015 | أوليمب-2، روستوف-نا-دونو، روسيا                | روسيا          | 1–1     | 3–1              | مباراة ودية                                                 |
| 9.  | 4 يونيو 2016   | ملعب رييكا، رييكا، كرواتيا                     | سان مارينو     | 8–0     | 10–0             | مباراة ودية                                                 |
| 10. | 4 يونيو 2016   | ملعب رييكا، رييكا، كرواتيا                     | سان مارينو     | 9–0     | 10–0             | مباراة ودية                                                 |
| 11. | 4 يونيو 2016   | ملعب رييكا، رييكا، كرواتيا                     | سان مارينو     | 10–0    | 10–0             | مباراة ودية                                                 |
| 12. | 21 يونيو 2016  | ملعب بوردو الجديد، بوردو، فرنسا                | إسبانيا        | 1–1     | 2–1              | بطولة أمم أوروبا 2016                                       |
| 13. | 6 أكتوبر 2016  | ملعب لورو بوريتشي، شقودرة، ألبانيا             | كوسوفو         | 6–0     | 6–0              | تصفيات كأس العالم لكرة القدم 2018 – أوروبا المجموعة ع       |
| 14. | 24 مارس 2017   | ملعب ماكسيمير، زغرب، كرواتيا                   | أوكرانيا       | 1–0     | 1–0              | تصفيات كأس العالم لكرة القدم 2018 – أوروبا المجموعة ع       |

## الإنجازات

### فردية
- أفضل لاعب واعد في السنة: 2007
- هداف كأس كرواتيا: 2008
- أفضل فريق في مجموعة الدوري الأوروبي: 2016–17

### مع النوادي
- هايدوك سبليت:
  - الدوري الكرواتي الممتاز في مناسبتين، الأولى في 2006–07 والثانية في 2007–08
  - كأس كرواتيا في مناسبتين، الأولى سنة 2006 والثانية سنة 2007

- دنيبرو
  - الدوري الأوكراني الممتاز: 2007–08
  - الدوري الأوروبي: 2015

## روابط خارجية
- نيكولا كالينيتش على موقع الاتحاد الدولي (مؤرشف)  (الإنجليزية)
- نيكولا كالينيتش على موقع الاتحاد الأوربي (الإنجليزية)
- نيكولا كالينيتش على موقع اتحاد كرواتيا (الكرواتية)
- نيكولا كالينيتش على موقع اتحاد أوكرانيا (الإنجليزية)
- نيكولا كالينيتش على موقع قاعدة بيانات كرة القدم.إي يو (الإنجليزية)
- نيكولا كالينيتش على موقع ناشيونال فوتبول تيمز (الإنجليزية)
- نيكولا كالينيتش على موقع Soccerbase.com (لاعب) (الإنجليزية)
- نيكولا كالينيتش على موقع Soccerway.com (الإنجليزية)
- نيكولا كالينيتش على موقع عالم كرة القدم.نت (الإنجليزية)
- نيكولا كالينيتش على موقع كووورة